# Gustavo Rodríguez (cyclisme)
Pour les articles homonymes, voir Rodríguez et Iglesias.
Rodríguez  Iglesias est un nom espagnol. Le premier nom de famille, en général paternel, est Rodríguez ; le second, en général maternel, souvent omis, est Iglesias.
Gustavo Rodríguez Iglesias né le 16 septembre 1979 à Tui, Province de Pontevedra en Espagne est un coureur cycliste espagnol. À partir de 2011, il se reconvertit progressivement vers le duathlon et le triathlon moyenne et longue distance.

## Biographie

### Cyclisme
En 2005, il passe professionnel chez Barbot-Pascoal qui devient Barbot-Halcon l'année suivante.
En 2007 et 2008, il court pour l'équipe Fercase-Rota dos Móveis, puis en 2010 avec Xacobeo Galicia.

### Duathlon et triathlon
À partir de 2011, il s'entraîne pour s'essayer sur les duathlon et triathlon moyenne et longue distance. L'année d'après il termine quatrième du championnat d'Espagne de triathlon longue distance
dans un temps de 6 h 19 min 22 s.
En 2014, il remporte le championnat d'Espagne de triathlon longue distance et en 2016 à Orihuela il devient également champion d'Espagne de duathlon longue distance.

## Palmarès
- 2004
  - Champion de Galice du contre-la-montre
  - Trofeo de la Ascensión
  - 2e de la Clásica de Pascua
  - 2e de la Clásica de la Chuleta
  - 2e du Circuito Nuestra Señora del Portal
  - 3e du Tour de La Corogne
- 2005
  - 3e étape du Tour de La Corogne
  - 2e du Tour de La Corogne
- 2007
  - 2e étape du Tour de Trás-os-Montes et Haut Douro
- 2008
  - 2e de la Rota do Vinho Verde
  - 3e du Tour de Trás-os-Montes et Haut Douro
- 2009
  - 3e étape du Tour des Terres de Santa Maria da Feira
  - 3e étape du Tour des comarques de Lugo
  - 2e étape du Tour de Ségovie
  - 2e du Tour des Terres de Santa Maria da Feira
  - 3e du Tour de Ségovie
  - 3e du Tour de Zamora
  - 3e du Tour de Galice
- 2014
  - Grand Prix de la ville d'Orense
- 2021
  - Champion de Galice du contre-la-montre

## Résultats sur les grands tours

### Tour d'Espagne
1 participation
- 2010 : 69e

## Palmarès en duathlon et triathlon
Le tableau présente les résultats les plus significatifs (podium) obtenus sur le circuit national et international de triathlon et de duathlon depuis 2013,.
| Année | Compétition                                    | Pays    | Position           | Temps           |
| ----- | ---------------------------------------------- | ------- | ------------------ | --------------- |
| 2016  | Embrunman                                      | France  | Médaille de bronze | 9 h 59 min 30 s |
| 2015  | Championnats d'Espagne longue distance         | Espagne | Médaille d'argent  | 6 h 3 min 35 s  |
| 2015  | Championnats ibéro-américains moyenne distance | Cuba    | Médaille d'or      | 4 h 5 min 5 s   |
| 2014  | Championnats d'Espagne longue distance         | Espagne | Médaille d'or      | 6 h 19 min 18 s |
| 2014  | Championnats d'Europe moyenne distance         | Espagne | Médaille de bronze | 4 h 14 min 15 s |

| Année | Compétition                            | Pays    | Position          | Temps           |
| ----- | -------------------------------------- | ------- | ----------------- | --------------- |
| 2016  | Championnats d'Espagne longue distance | Espagne | Médaille d'or     | 3 h 5 min 44 s  |
| 2013  | Championnats d'Espagne                 | Espagne | Médaille d'argent | 1 h 52 min 49 s |

| Année | Compétition                                                 | Pays  | Position          | Temps          |
| ----- | ----------------------------------------------------------- | ----- | ----------------- | -------------- |
| 2021  | Jeux paralympiques de Tokyo PTVI avec Héctor Catalá Laparra | Japon | Médaille d'argent | 1 h 2 min 11 s |